# Torre meru

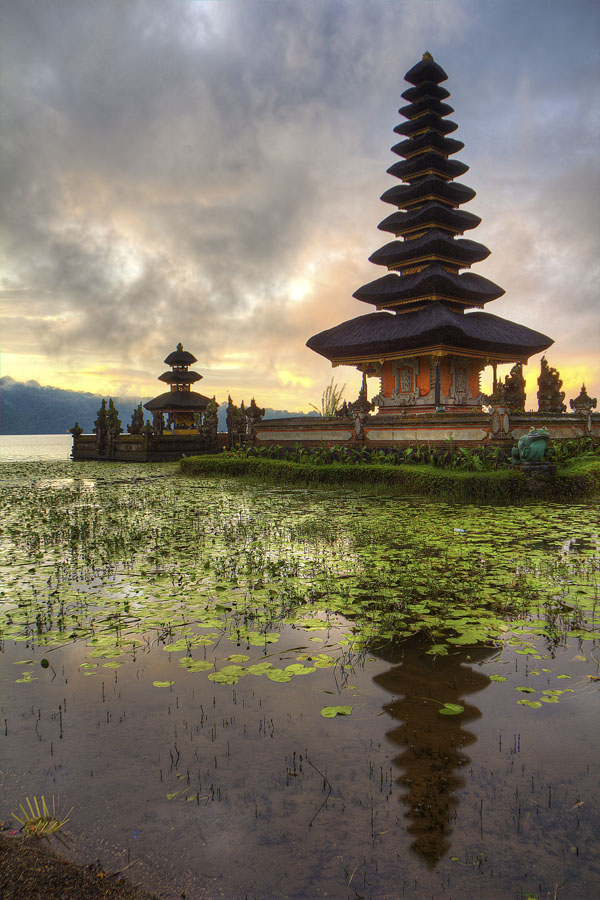
El meru de 11 niveles del pura Ulun Danu Bratan está dedicado a Shiva y a su consorte Parvati.

Una torre meru o pelinggih meru es el santuario principal de un templo balinés. Es una estructura esbelta de madera, similar a una pagoda con una base de mampostería, una cámara de madera, tejados de paja de varios pisos y coronada por un símbolo metálico. 
La elevación de las torres meru representa el monte sagrado hindú Meru y los pisos hacen referencia a los distintos niveles del cielo en este monte. Las torres meru generalmente están dedicadas a los dioses más relevantes del panteón hinduista, al panteón local o a una persona deificada.
La torre Meru es el equivalente al shikhara (norte de la India) o al vimana (sur de la India) en la arquitectura de los templos hinduistas de la India.

## Descripción

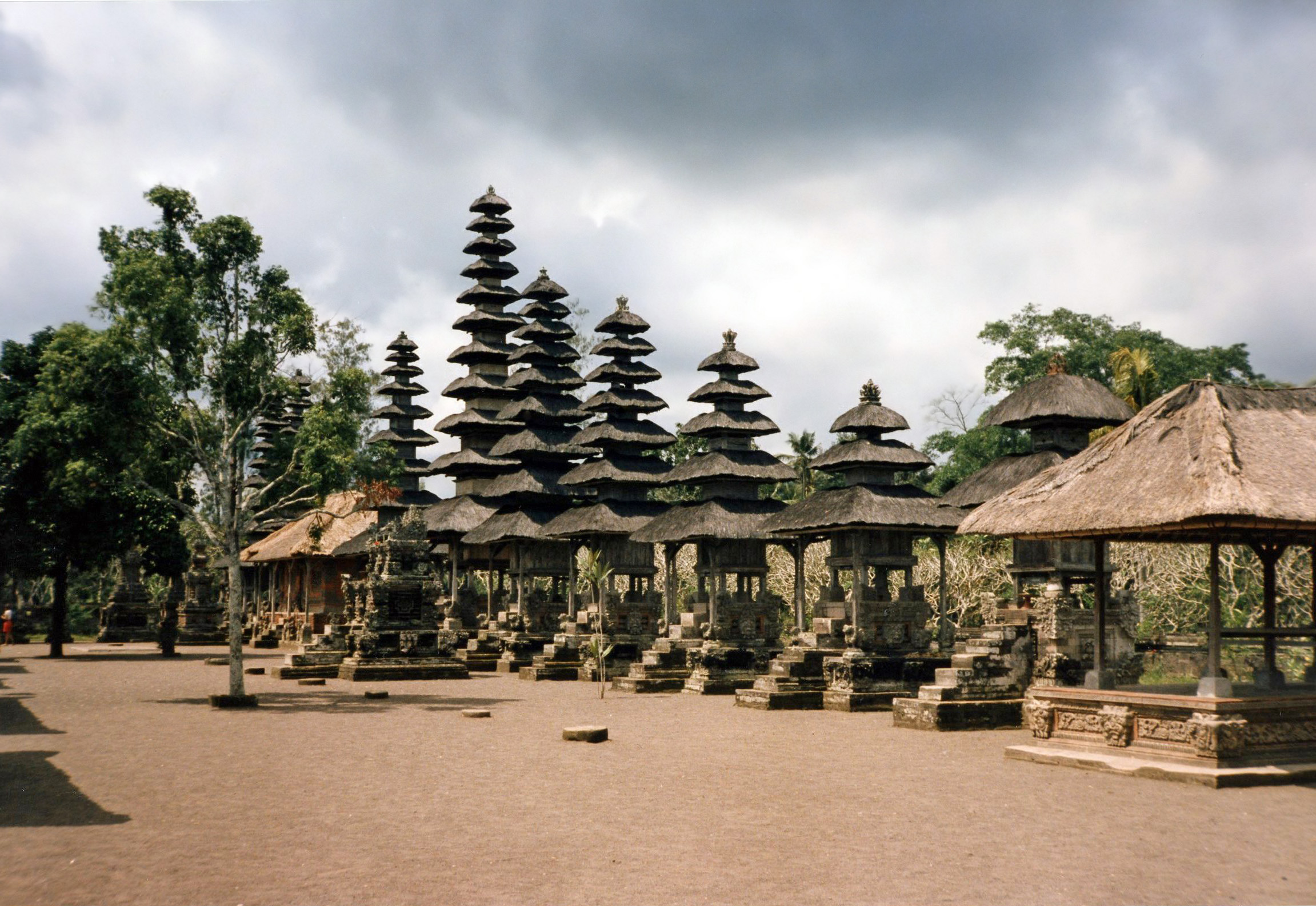
Varias torres meru con diferentes niveles de altura en el pura Taman Ayun, Bali.

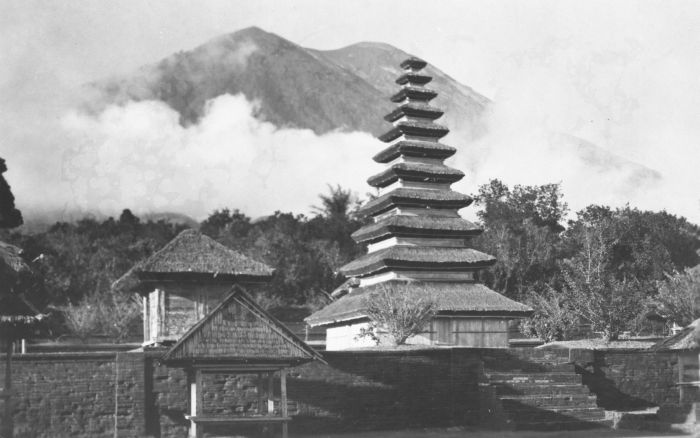
Meru en el complejo del templo de Besakih con el gunung Agung al fondo (1935).

Las torres meru tienen usualmente una base de mampostería de aproximadamente un metro de altura. Sobre esta plataforma se construye una cámara de madera levantada sobre pilotes, que la hace parecer más transparente. La cámara de madera está coronada por una serie de tejados de fibra de paja de tamaño decreciente. Las torres meru de varios pisos, generalmente usan como material de los techos de paja, los ijuk, que son fibras aren negras. Varios objetos sagrados son enterrados o colocados en diferentes partes del meru.
Una torre meru se identifica con el monte Meru de la mitología hinduista, la morada de los dioses hindúes. Siempre se posicionan en el santuario más interior (jero) de un templo balinés. La torre meru individualmente está dedicada a dioses hindúes específicos, un ancestro deificado (pitrí), una deidad local de un lugar en particular (Sthana Devata) o determinadas características geográficas, generalmente una montaña local. El meru serviría como 'palacio temporal' para las divinidades, basándose en la idea balinesa de que un dios se quedaría en un palacio temporal, en el meru, durante determinadas ceremonias.
Los tejados de paja de varios niveles son la característica más reconocible de las torres meru. El número de tejados siempre es impar y refleja el estatus de la deidad a la que está dedicado el santuario. El meru más bajo contiene solo tres niveles, mientras que el meru más prestigioso contiene once.
Una torre meru de tres niveles generalmente está dedicada a un antepasado deificado. El santuario central del pura Luhur Uluwatu es una torre meru de tres niveles dedicada al sacerdote reformador del siglo XII Dang Hyang Nirartha (más tarde deificado como Betara Sakti Wawu Rauh). Las torres meru de bajo nivel del pura Taman Ayun están dedicadas a los antiguos reyes del reino de Mengwi. Otro meru de tres niveles está dedicado al dios local de Gunung Lebak, Bhatara Danu.
Una torre meru de cinco niveles está dedicada al dios del monte Agung, Bhatara Mahajaya.
Una torre meru de once niveles generalmente está dedicada a los dioses más importantes del panteón hindú. El meru de once niveles del pura Ulun Danu Bratan está dedicado a Shiva y su consorte Parvati. El pura Meru de Lombok contiene tres torres meru dedicadas a Trimurti.

## Construcción

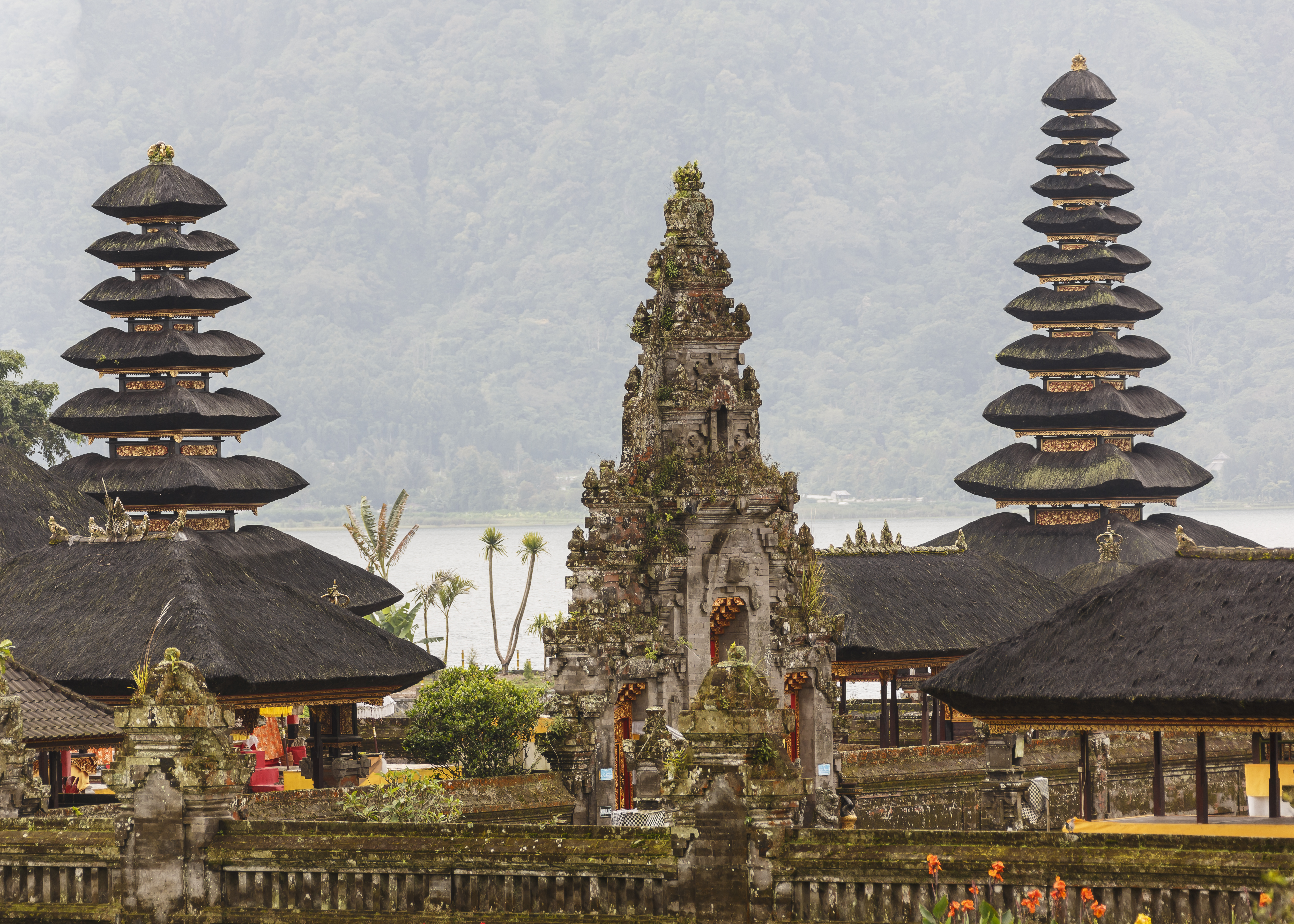
Dos torres meru de diferente altura en el pura Ulun Danu Bratan. La estructura del centro de la fotografía es una puerta kori agung.

La construcción de un meru requiere un rito de construcción especial (vastu shastra). Se deben colocar correctamente tres pripihs en un meru: en la parte superior del tejado, en la cámara principal de madera y debajo de la base. Hay objetos en varios lugares del meru para llegar a convertirse en un receptáculo adecuado para que los dioses se alojen en la torre meru. 
El pripih es el objeto más importante pues sirve como receptáculo de la esencia intrínseca del dios. Es, básicamente, una placa delgada hecha de cinco piezas de metal (pancadatu, de hierro, cobre, oro, plata y plomo) donde se han inscrito símbolos cabalísticos (rajahan). Luego se envuelve en hierba alang-alang, flores, hierbas y tela de algodón, todo atado con una cuerda roja, blanca y negra (cuerda tridatu). El pripih es, esencialmente, más importante que una estatua que representa la forma física del dios (upami), y por esta razón un pripih es mucho más frecuente que una imagen de un dios en un meru. El pripih se fija a una base hecha de pequeñas monedas y se coloca en un cucupu (una caja hecha de oro, plata o piedra) o en un sangku (una vasija de barro). Este recipiente se colocará en la cámara de madera del meru o se entierra en su base. Si el pripih se coloca correctamente, el templo estará a salvo de la destrucción.
También en la cámara de madera se preparan varios objetos que representan muebles en miniatura (paměrah) necesarios para las necesidades diarias de un dios.
Otro pripih se coloca en la parte superior del meru. Donde se unen las vigas del tejado superior, hay una columna vertical con una cavidad (pĕtaka, que significa bandera) en donde se coloca una pequeña caja que contiene nueve piedras preciosas (navaratna). La piedra preciosa central representa al dios Shiva, mientras que las 8 piedras preciosas que la rodean representan los ocho dioses de la dirección celestial.
Excavaciones en Java han revelado que se emplearon prácticas rituales similares en la construcción de los grandes templos hindúes-budistas de la era clásica de Indonesia.